# Honk
Pour plus de détails, voir Fiche technique et Distribution.
Honk est un documentaire français d'Arnaud Gaillard et Florent Vassault sorti en 2011.

## Synopsis
Au cœur des États-Unis, Curtis, Golda et Veldean se trouvent confrontés à l'absurdité et à la violence de la peine de mort. Pendant ce temps à Huntsville, petite ville du Texas, les exécutions rythment le quotidien.

## Fiche technique
- Titre : Honk
- Réalisation : Arnaud Gaillard et Florent Vassault
- Photographie : Arnaud Gaillard et Florent Vassault
- Montage : Léa Masson
- Montage son : Sandy Notarianni
- Étalonnage : Pierre Sudre
- Mixage : Mathieu Deniau
- Production : Arnaud Dommerc (Andolfi) et Jean-Baptiste Legrand (Centrale Électrique)
- Société de production : Andolfi, Centrale Électrique, Commune Image Média et Ensemble contre la peine de mort[1]
- Distribution : Shellac
- Ventes internationales : Wide House
- Pays :  France
- Genre : Documentaire
- Durée : 62 minutes
- Dates de sortie : 
  -  France : 9 novembre 2011

## Sélections
- Festival international du documentaire (FID) de Marseille 2011
- Doclisboa 2011
- WATCH DOCS (Varsovie) 2011
- Corsica.doc 2011
- 8th V.E.R.Z.I.O. International Human Rights Documentary Film Festival (Budapest)